# Brevechelidonium siamensis
Brevechelidonium siamensis är en skalbaggsart som beskrevs av Vives, Bentanachs, Chew Kea Foo, Bentanachs och Chew Kea Foo 2009. Brevechelidonium siamensis ingår i släktet Brevechelidonium och familjen långhorningar. Inga underarter finns listade.